# Indianapolis 500 1934

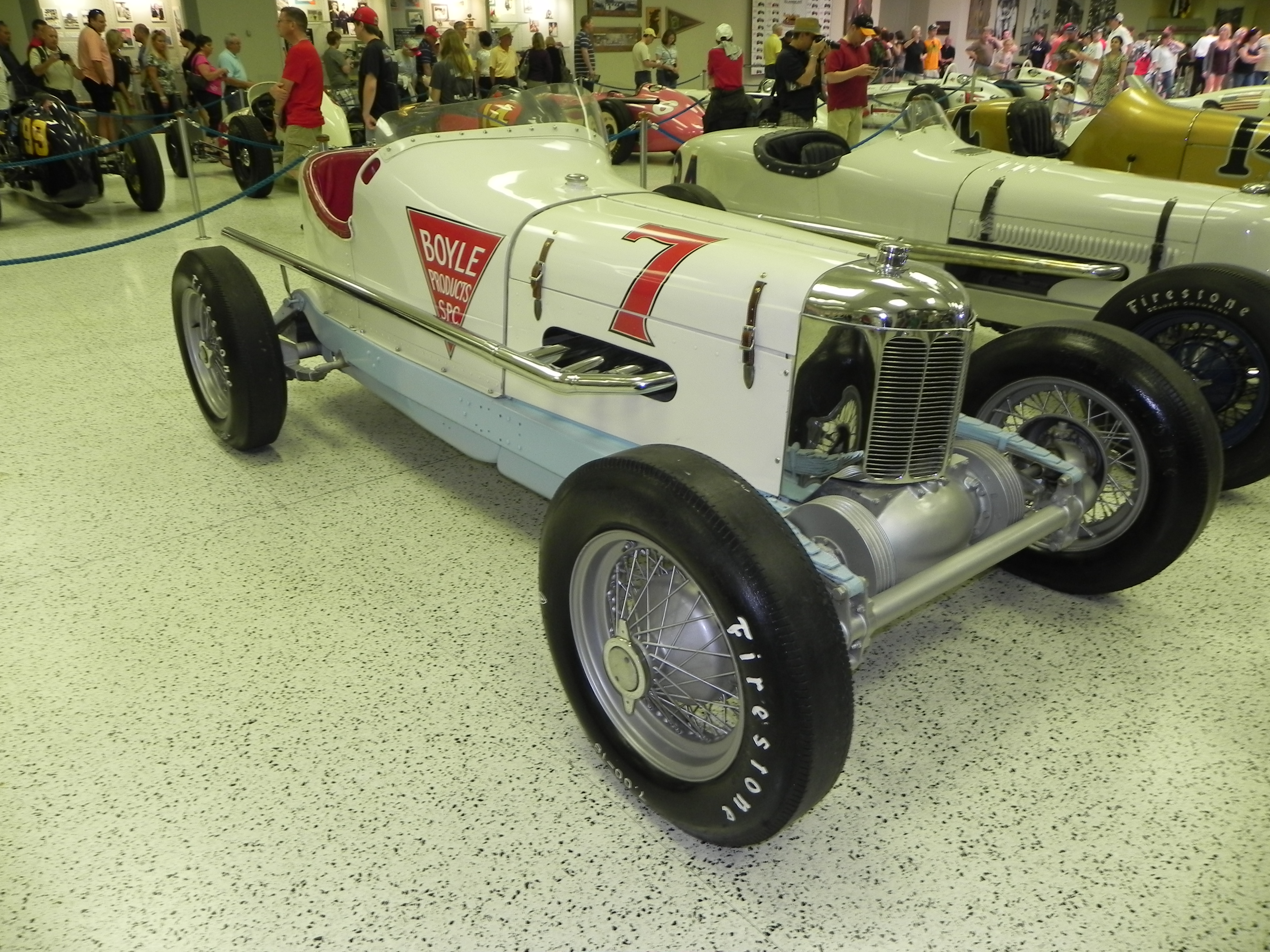
Der Miller, Siegerwagen von Bill Cummings 1934

Das 22. Indianapolis 500 (offiziell 22nd 500 Mile International Sweepstakes Race) auf dem Indianapolis Motor Speedway fand am 30. Mai 1934 statt.

## Das Rennen
Das Rennen ging über eine Distanz von 200 Runden à 4,023 km, was einer Gesamtdistanz von 804,672 km entspricht. Aus der Pole-Position startete Bill Cummings mit einer Zehnrunden-Durchschnittszeit von 12:34.22 Min. oder 119,329 mph (192,041 km/h). Das Rennen war der erste Lauf zur AAA-Saison 1934.

## Ergebnisse

### Startaufstellung
| Reihe | Innen            | Mitte               | Außen            |
| ----- | ---------------- | ------------------- | ---------------- |
| 1     | Kelly Petillo    | Wilbur Shaw         | Frank Brisko     |
| 2     | Mauri Rose       | Chet Gardner        | Phil Shafer      |
| 3     | Tony Gulotta     | Al Miller           | Russ Snowberger  |
| 4     | Bill Cummings    | Ralph Hepburn       | George Barringer |
| 5     | Louis Meyer      | Herb Ardinger       | Shorty Cantlon   |
| 6     | George Bailey    | Al Gordon           | Cliff Bergere    |
| 7     | Deacon Litz      | Lou Moore           | Johnny Sawyer    |
| 8     | Dave Evans       | Rex Mays            | Joe Russo        |
| 9     | Dusty Fahrnow    | Doc MacKenzie       | Rick Decker      |
| 10    | Charles Crawford | Stubby Stubblefield | Harry McQuinn    |
| 11    | Gene Haustein    | Chet Miller         | Johnny Seymour   |

### Schlussklassement
| Pos. | Nr. | Name                 | Chassis      | Motor      | Zeit/Rückstand              | Qualifikation ø 10 Rd. mph | Start |
| ---- | --- | -------------------- | ------------ | ---------- | --------------------------- | -------------------------- | ----- |
| 1    | 7   | Bill Cummings        | Miller       | Miller     | 4:46:05.20 Std. 104,863 mph | 116,116                    | 10    |
| 2    | 9   | Mauri Rose           | Stevens      | Miller     | 200                         | 116,044                    | 4     |
| 3    | 2   | Lou Moore            | Miller       | Miller     | 200                         | 113,442                    | 20    |
| 4    | 12  | Deacon Litz          | Miller       | Miller     | 200                         | 113,731                    | 19    |
| 5    | 16  | Joe Russo            | Duesenberg   | Duesenberg | 200                         | 113,115                    | 24    |
| 6    | 36  | Al Miller            | Rigling      | Buick      | 200                         | 113,307                    | 8     |
| 7    | 22  | Cliff Bergere        | Weil         | Miller     | 200                         | 115,243                    | 18    |
| 8    | 10  | Russ Snowberger      | Snowberger   | Studebaker | 200                         | 111,428                    | 9     |
| 9    | 32  | Frank Brisko         | Miller       | Miller     | 200                         | 116,894                    | 3     |
| 10   | 24  | Herb Ardinger (R)    | Graham       | Graham     | 200                         | 111,722                    | 14    |
| 11   | 17  | Kelly Petillo        | Adams        | Miller     | 200                         | 119,329                    | 1     |
| 12   | 5   | Stubby Stubblefield  | Duesenberg   | Cummins    | 200                         | 105,921                    | 29    |
| 13   | 49  | Charles Crawford (R) | Ford         | Ford V8    | 110 (Aufgabe)               | 108,784                    | 28    |
| 14   | 31  | Ralph Hepburn        | Miller       | Miller     | 164 (Aufhängung)            | 114,321                    | 11    |
| 15   | 18  | George Barringer (R) | Miller       | Miller     | 161 (Aufhängung)            | 113,859                    | 12    |
| 16   | 26  | Phil Shafer          | Rigling      | Buick      | 130 (Nockenwelle)           | 113,816                    | 6     |
| 17   | 8   | Tony Gulotta         | Cooper       | Studebaker | 94 (Aufhängung)             | 113,733                    | 7     |
| 18   | 1   | Louis Meyer (W)      | Stevens      | Miller     | 92 (Ölverlust)              | 112,332                    | 13    |
| 19   | 6   | Dave Evans           | Duesenberg   | Cummins    | 81 (Kraftübertragung)       | 102,414                    | 22    |
| 20   | 15  | Shorty Cantlon       | Stevens      | Miller     | 76 (Nockenwelle)            | 117,875                    | 15    |
| 21   | 4   | Chet Gardner         | Stevens      | Miller     | 72 (Aufhängung)             | 114,786                    | 5     |
| 22   | 51  | Al Gordon            | Adams        | Miller     | 66 (Unfall)                 | 116,273                    | 17    |
| 23   | 35  | Rex Mays (R)         | Duesenberg   | Miller     | 53 (Aufhängung)             | 113,639                    | 23    |
| 24   | 42  | Dusty Fahrnow (R)    | Cooper       | Cooper     | 28 (Aufhängung)             | 113,070                    | 25    |
| 25   | 41  | Johnny Sawyer        | Miller       | Lencki     | 27 (Aufhängung)             | 109,808                    | 21    |
| 26   | 33  | Johnny Seymour       | Adams        | Miller     | 22 (Getriebe)               | 108,591                    | 33    |
| 27   | 45  | Rick Decker          | Miller       | Miller     | 17 (Kupplung)               | 110,895                    | 27    |
| 28   | 3   | Wilbur Shaw          | Stevens      | Miller     | 15 (Ölverlust)              | 117,647                    | 2     |
| 29   | 73  | Doc MacKenzie        | Mikan-Carson | Studebaker | 15 (Unfall)                 | 111,933                    | 26    |
| 30   | 29  | Gene Haustein        | Hudson       | Hudson     | 13 (Unfall)                 | 109,426                    | 31    |
| 31   | 63  | Harry McQuinn (R)    | Rigling      | Miller     | 13 (Aufhängung)             | 111,067                    | 30    |
| 32   | 58  | George Bailey (R)    | Snowberger   | Studebaker | 12 (Unfall)                 | 111,063                    | 16    |
| 33   | 46  | Chet Miller          | Ford         | Ford V8    | 11 (Unfall)                 | 109,252                    | 32    |

(W)=früherer Gewinner / (R)=Rookie / alle Starter auf Firestone-Reifen

### Führungsrunden
| Fahrer        | Anzahl |
| ------------- | ------ |
| Frank Brisko  | 69     |
| Mauri Rose    | 68     |
| Bill Cummings | 57     |
| Kelly Petillo | 6      |